# Andy Newmark
Andrew "Andy" Newmark (Port Chester, 14 de julho de 1950) é um baterista de estúdio americano. É conhecido por ter sido o baterista de Sly and the Family Stone, e por ter tocado e gravado com vários outros artistas, principalmente britânicos, como John Lennon, Roger Waters, Pink Floyd e Roxy Music.